# Kostřava červená
Kostřava červená (Festuca rubra) je druh středně vysoké, vytrvalé trávy běžně rostoucí na loukách i pastvinách.

## Výskyt
Kostřava červená je rozšířena ve všech pěti trvale obydlených kontinentech. Roste v chladném subarktickém pásmu i v mírných a subtropických pásech na obou polokoulích. Nejvíce se však vyskytuje v Evropě, Severní Americe, Střední Asii a na Novém Zélandu, poněkud méně v Austrálii, Africe a Jižní Americe. Roste na loukách, pastvinách, mezích mezi polí, náspech okolo cest, ve světlých lesích. Je tolerantní k množství vláhy, dobře snáší přísušky, vyhovuje ji půda hlinitá, jílovitá i písčitá, neutrální až kyselá, pro zdravý a silný růst žádá sluneční svit, krátkodobě snese i polostín. Nachází se mnohdy i ve výškách okolo 4000 m n. m.

## Popis
Je to morfologicky proměnlivá, vytrvalá trsnatá tráva vyskytující se ve třech formách: Buď zcela bez podzemních výběžků, s krátkými výběžky nebo s dlouhými výběžky. Z trsu vyrůstají jak stébla, tak i přízemní listy. Stébla se 2 až 6 kolénky dorůstající do výše 20 až 100 cm jsou tuhá, přímá, hladká a mají ploché listy dlouhé od 6 do 30 cm s 5 až 7 žilkami Jejich pochvy jsou hladké, uzavřené, u spodních listů načervenalé, později se rozpadají do vláken, ouška a jazýček mají zakrnělé; před vzrůstem jsou listy v pochvě složené. Přízemní listy, dlouhé 5 až 15 cm a široké až 2 mm jsou štětinově zabalené, jejich žebra jsou proti stéblovým listům výrazně ostřejší a poseta drobnými chloupky.
Na vrcholu stébla vyrůstá vzpřímená nebo mírně skloněná lata dlouhá od 5 do 14 cm nafialovělé nebo nasivělé barvy. Z vřetene klasu vyrůstají dvě odstálé, drsné květní větvičky o nestejné délce s klásky dlouhými 6 až 13 mm, ty mají po 2 až 6 kvítcích s prašníky o délce od 2 do 3 mm. Plevy jsou hladké nebo jen mírně drsné. Obilky štíhlého tvaru jsou s pluchami dlouhé 4 až 6 mm a široké 0,8 až 1,2 mm. Úzce kopinaté spodní pluchy a široce kopinaté horní vybíhají na vrcholu v osiny dlouhé do 2 mm, někdy ale bývají téměř nepostřehnutelné. Pluchy jsou sivě žluté až sivě zelené, řídce chlupaté, po horní polovině obvodu oddáleně zubaté. Obilky mají bělavé až nažloutlé oblé válcovité stopečky o délce do 2 mm, hustě pokrytou ostrými zoubky. Nafialovělé plušky kryjí tmavohnědé obilky dlouhé asi 4 mm a 1 mm široké se zaoblenými konci. Počet obilek v 1 gramu se liší podle odrůd, v průměru jich je od 800 do 1200. Doba květu je ve středoevropských podmínkách od května až po červenec.

## Význam
Kostřava červená je druh trávy s množstvím vyšlechtěným odrůd s rozdílných vlastnostmi, kterých se využívá při přípravě trávních směsí. Trsnaté formy vytvářejí velmi jemný a hustý drn, jsou základem okrasných trávníků, nejkvalitnější se používají na jamkovištích golfových hřišť, nesnáší však trvalé zatěžování. Krátce výběžkatá je přechodná forma mezi trsnatou a dlouze výběžkatou, dobře snáší sušší stanoviště, neztrácí výrazně zelenou barvu ani v období letního sucha a lze ji použít i na zastíněných místech. Dlouze výběžkatá sice vytváří poněkud řidší trávník, ale dobře zapojuje prázdná místa, má největší význam pro pícninářství, snáší časté i nízké kosení a spásání, nevadí ji chladnější prostředí, na nestabilních místech zvyšuje soudržnost drnu. Kostřava červená dokáže vytvořit pěkný trávník, nesnáší však sešlapávání, kvalita její píce je hodnocené jako střední. Všechny tyto a ještě další vlastnosti je nutno zohlednit při výběru travní směsi před (nejlépe podzimním) výsevem na danou lokalitu.

## Taxonomie
Vzhledem k velkému areálu rozšíření je kostřava červená velmi proměnlivý druh. Má mnoho vzájemně blízce příbuzných, kteří jsou od sebe těžce odlišitelní, navíc panují mezi znalci rozpory o hodnoty jednotlivých taxonů. V České republice se vyskytuje ve dvou poddruzích:
- Kostřava červená pravá (Festuca rubra L. subsp. rubra)
- Kostřava červená sítinovitá (Festuca rubra L. subsp. juncea) (Hack.) K. Richt.[6]